# 松岩站 (庆尚北道)
松岩站（：／ Songam yeok */?）曾为韩国铁路庆北线上的一个车站，位于庆尚北道醴泉郡龙宫面松岩里，目前已废止。

## 历史
- 1970年10月1日，落成使用[1]。
- 1974年12月5日，停止使用[2]。